# Göte Wilhelm Turesson
Göte Wilhelm Turesson est un botaniste suédois, né le 6 avril 1892 à Malmö et mort le 30 décembre 1970.

## Biographie
Il étudie aux États-Unis et obtient son Bachelor of Sciences (1914) à l’université de Washington puis son Master of Sciences (1915). Il retourne en Suède et obtient son doctorat à l’université de Lund en 1922. Il y est conférencier jusqu’en 1927 avant d’enseigner à l’école d’agriculture d’Ultuna, près d’Uppsala (école devenue en 1977 le principal campus de l’université suédoise des Sciences Agricoles), fonction qu’il conserve de 1935 à 1959. Il reçoit la médaille d’argent Darwin-Wallace en 1958.

## Source
- Traduction de l'article de langue anglaise de Wikipédia (version du 28 décembre 2006).